# Mario Césari
Mario Annetto Cesari (Buenos Aires, Argentina; 1913  - Villa Giardino, Córdoba, Argentina; 1981) fue un destacado pianista y director de orquesta argentino. Su esposa fue la actriz y vedette Maruja Montes.

## Carrera
Hijo de Virgilio Césari, maestro de lírica. Hermano de Renato, Osvaldo, Roberto y Miguel (este último el único que no fue músico sino arquitecto). Mario tenía orquesta típica y formó una verdadera empresa con su marca "orquesta Mario Cesari" siendo su público en general la sociedad más selecta de Buenos Aires.
Perteneciente a la productora discográfica Orfeo durante la década del '50, Mario Césari, supo imponer su música en antiguos y populares teatros del país.
Pianista talentoso que tocó en la jazz de Don Adolfo Carabelli, llegó a dirigir por varias décadas la orquesta del Teatro Tabarís. Siendo un gran innovador en el mundo del jazz en 1947 escribió unos arreglos para cuatro saxofones que, según algunos curiosos de aquel momento, sonaba muy moderno.
Tuvo en su orquesta al bandoneonista Mario Mangoni, quien permaneció en dicho grupo 12 años, actuando en prestigiosos locales nocturnos de Buenos Aires y Punta del Este, Hotel Provincial y Hotel Hermitage de Mar del Plata, amenizando la parte bailable de 9 festivales internacionales de cine.
El 27 de marzo de 1954 hizo presentaciones radiales en LR4.
Su música llegó al cine en dos oportunidades: La primera fue en el film Adiós Pampa mía de 1946 dirigida por Manuel Romero, y protagonizada por Alberto Castillo, Perla Mux, Alberto Vila, María Esther Gamas, Francisco Charmiello, Herminia Franco, Rodolfo Díaz Soler y Julio Renato. Le siguió la película Estrellas de Buenos Aires estrenada en 1956, protagonizada por su esposa Maruja Montes, Pepe Arias, Juan Verdaguer, Alfredo Barbieri, Don Pelele y Pedro Quartucci.
Entre los muchos temas que popularizó en el mundo del jazz figura El vaquero Smith.
En 1956 cosechó aplausos en España interpretando los temas Total para que, marca de Schiamarrella y Pancho baila el turco, cha cha chá de Carlos Romo. En esa oportunidad contó con el vocalista estable Tito Harrison.
Además de caracterizarse por su gran carisma, fue el precursor en Argentina del estilo de tocar el piano sin taburete, es decir de pie, cuando la música exigía una energía especial.
En esos tiempos conoció a la entonces flamante vedette y actriz Maruja Montes. El 19 de febrero de 1967 tuvieron su único hijo varón al que llamaron Daniel, actualmente doctor en derecho penal, exauditor militar y actual funcionario de la justicia enTierra del Fuego. Su sobrino, Roberto Antonio Cesari “Junior” (1945-2011) fue un popular baterista que al principio de su carrera formó parte de su orquesta.

## Fallecimiento
El pianista Mario Césari falleció repentinamente de un infarto mientras tocaba el piano en la residencia de Actores en Villa Giardino, Córdoba, en el verano de 1981. Su esposa se suicidó 12 años después, lanzándose por la ventana de su departamento en Avenida Córdoba y Uruguay el 11 de junio de 1993. Césari tenía 68 años.